# Hongtang (köpinghuvudort i Kina, Jiangxi Sheng, lat 28,36, long 117,02)
Hongtang (kinesiska: 鸿塘) är en köpinghuvudort i Kina. Den ligger i provinsen Jiangxi, i den sydöstra delen av landet, omkring 120 kilometer öster om provinshuvudstaden Nanchang. Antalet invånare är 33 295. Befolkningen består av 15 525 kvinnor och 17 770 män. Barn under 15 år utgör 23,0 %, vuxna 15-64 år 69 %, och äldre över 65 år 6,0 %.
Runt Hongtang är det tätbefolkat, med 790 invånare per kvadratkilometer. Närmaste större samhälle är Yingtan, 13,9 km söder om Hongtang. Trakten runt Hongtang består till största delen av jordbruksmark.
Genomsnittlig årsnederbörd är 2 741 millimeter. Den regnigaste månaden är juni, med i genomsnitt 480 mm nederbörd, och den torraste är oktober, med 37 mm nederbörd.